# 힘나시아 라플라타
클루브 데 힘나시아 이 에스그리마 라플라타(스페인어: Club de Gimnasia y Esgrima La Plata, 줄여서 힘나시아 라플라타 또는 힘나시아)는 아르헨티나 부에노스아이레스주의 라플라타(스페인어: La Plata)를 연고로 하는 스포츠 클럽으로, 축구팀은 아르헨티나 프리메라 디비시온에 속해 있다.
엘 보스케(스페인어: El Bosque)라 불리는 에스타디오 후안 카르멜로 세리요를 홈구장으로 사용하고 있다.
역사적으로 라플라타 지역의 노동자층으로부터 지지를 받아온 클럽으로, 같은 지역의 중산층 이상 팬베이스를 보유한 에스투디안테스와 클라시코 플라텐세(스페인어: Clásico Platense)라 불리는 라이벌 관계를 형성하고 있다.

## 역사
힘나시아 라플라타는 1887년 6월 3일 시민 조합에 의해 설립된 클럽으로 남미에서 가장 오래된 축구 클럽이다. 라플라타 시가 만들어진 1882년으로부터 겨우 5년이 지난 해에 만들어진 것이다. 클럽의 이름이 가리키듯이 처음 클럽에서 했던 스포츠는 체조와 펜싱이었다. 19세기 말, 주로 상류층에서 향유하던 종목들이다. (1880년 부에노스아이레스에는 이미 Gimnasia y Esgrima de Buenos Aires라는 스포츠 클럽이 존재했다.) 후에, 육상과 축구, 농구와 럭비 등의 종목이 추가되었다.

#### 팀 명칭의 변천과정
- 1897년 4월 ~ 12월 : Club de Esgrima
- 1897년 12월 ~ 1952년 7월 : Club de Gimnasia y Esgrima
- 1952년 7월 ~ 1955년 9월 : Club de Gimnasia y Esgrima de Eva Perón
- 1955년 10월 ~ 1964년 8월 : Club de Gimnasia y Esgrima de La Plata
- 1964년 8월 ~ 현재 : Club de Gimnasia y Esgrima La Plata

## 주요 기록

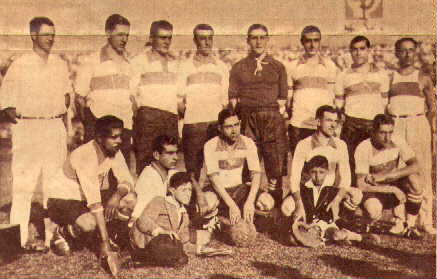
1929년 우승 당시 힘나시아 라플라타 선수단

#### 아마추어: 1회
- 1929년 - 선수권(Campeonato)

#### 기타
- 1994년 - 코파 센테나리오(Copa Centenario)
- 프리메라 디비시온 준우승: 6회
  - 1924년 - 선수권
  - 1995년 - 클라우수라
  - 1996년 - 클라우수라
  - 1998년 - 아페르투라
  - 2002년 - 클라우수라
  - 2005년 - 아페르투라

## 선수 명단

### 현역
참고: FIFA 자격 규정에 따라 소속된 국가대표팀 국기를 표시합니다. 선수는 복수의 FIFA 비회원국 국적을 가지고 있을 수 있습니다.
| 번호 | 포지션 | 국적     | 이름          |
| ---- | ------ | -------- | ------------- |
| 9    | FW     | 우루과이 | 마티아스 아발 |
| 15   | DF     | 우루과이 | 후안 핀타도   |

| 번호 | 포지션 | 국적 | 이름 |
| ---- | ------ | ---- | ---- |

## 역대 감독
| 감독                     | 임기        |
| ------------------------ | ----------- |
| 엔리케 페르난데스 비올라 | 1962        |
| 엔리케 페르난데스 비올라 | 1966        |
| 엔리케 페르난데스 비올라 | 1967        |
| 안토니오 라틴            | 1977 ~ 1979 |
| 프란시스코 마투라나      | 2007        |
| 디에고 마라도나          | 2019 ~ 2020 |

## 같이 보기
- 클라시코 플라텐세